# Jean Joseph Marie Mévolhon
Pour les articles homonymes, voir Mévolhon.
Jean Joseph Marie Mévolhon est un homme politique français et professeur, représentant à la Chambre des représentants en 1815, né le 11 juin 1760 à Cruis et mort dans la même ville le 5 avril 1823.

## Biographie
Jean Joseph Marie Mévolhon est emprisonné au cours de la Terreur en vertu de la loi du 17 septembre 1793. Les temps se calmant, il devient en 1799 administrateur municipal à Aix. En mai 1815, il devient représentant de l'arrondissement de Forcalquier des Basses-Alpes lors des Cent-Jours.
Également professeur d'humanités et de rhétorique, il enseigne jusqu'en 1794 dans des collèges d’oratoriens. En 1795, il suit les cours de l’École normale supérieure et obtient un poste de professeur à l’École centrale à Aix (1796) ainsi qu'au lycée de Marseille, actuel lycée Thiers, où il enseigne la rhétorique. Il est élu conseiller municipal à Marseille (1803-1810).